# Sérac (Gletschererscheinung)

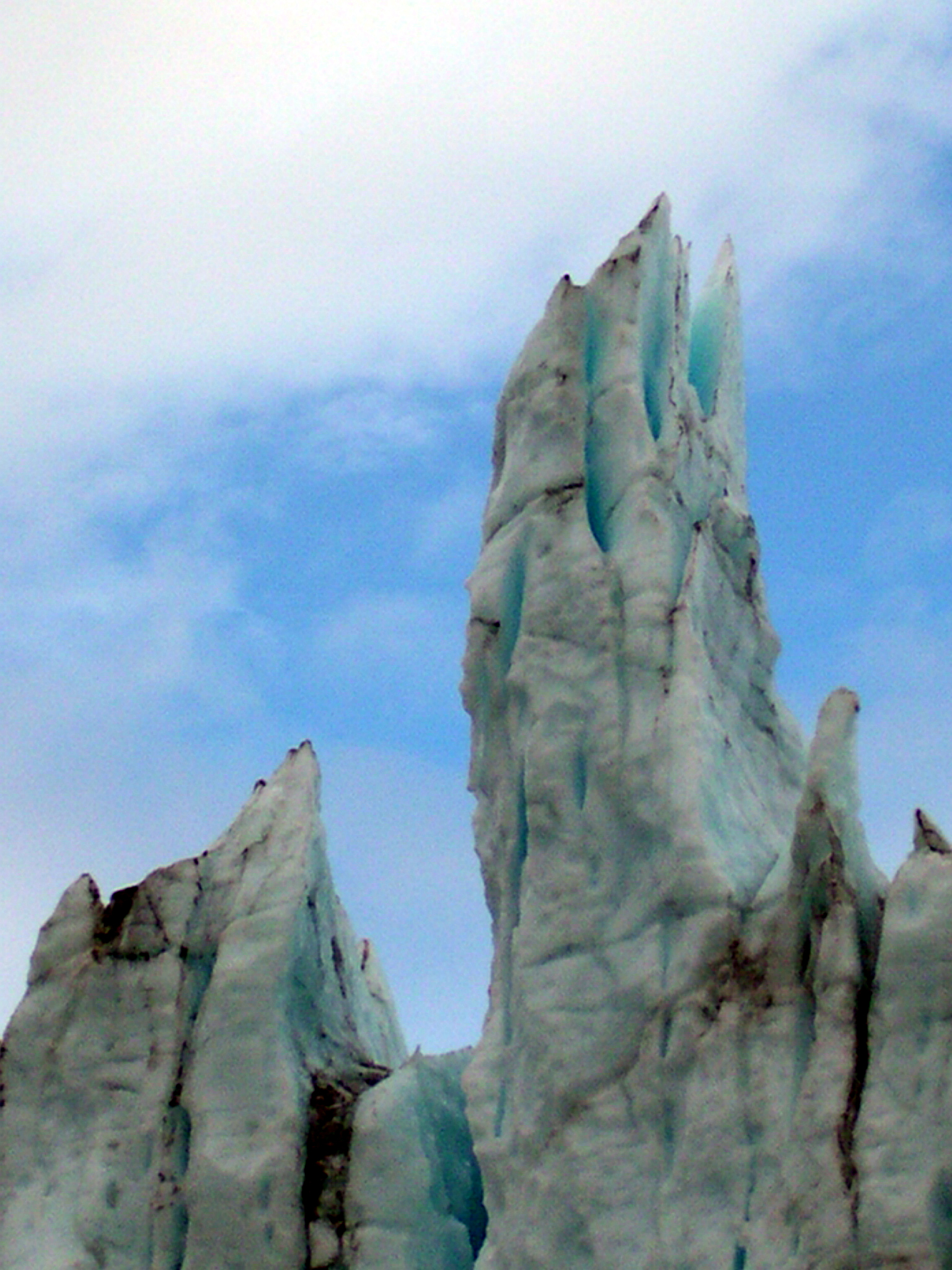
Gletschereis bildet bizarre Formen

Séracs sind Türme aus Gletschereis, die sich an den Abbruchkanten zu stärkeren Hangneigungen von Gletschern bilden. Sie können auch entstehen, wenn die Gletscher bei phasenweise schnellerem Fließen anschwellen (Surge), und können daneben an den ins Meer geschobenen Enden von Gezeitengletschern auftreten.
Sie entstehen durch das Zusammenwirken von Längs- und Querdehnung und treten daher meist zusammen mit oder nahe bei Längs- und Querspalten auf.
Séracs können bei den höchsten Bergen des Himalaja Höhen von mehr als 200 m erreichen. Bei Bergsteigern sind sie gefürchtet, da sie unvorhergesehen einstürzen können.
Ein klassisches Beispiel einer durch Séracs gefährdeten Route ist der Südanstieg durch den Khumbu-Eisbruch auf der Südseite des Mount Everest. An dieser Strecke durch den 600 Höhenmeter messenden Eisbruch kamen durch Gletscherspalten und einstürzende Séracs bereits ca. 20 Menschen zu Tode.
Der Name „Sérac“ wurde 1779 von Horace Bénédict de Saussure geprägt und leitet sich vom gleichnamigen Käse ab.